# Штаммгайм (в'язниця)
Виправна́ коло́нія Шту́тгарта (нім. Justizvollzugsanstalt Stuttgart, JVA Stuttgart), також відома як в'язни́ця Шту́тгарта або в'язни́ця Штаммга́йм (нім. JVA Stammheim) — німецька виправна установа, розташована в штутгартському районі Штаммгайм, найпівнічнішому районі столиці землі Баден-Вюртемберг.
В'язниця здобула популярність у 1970-х роках через судові процеси над членами «Фракції Червоної армії» та ув'язнення її провідних членів у крилі суворого режиму. Була спроєктована як установа суворого і надсуворого режиму та введена в експлуатацію у вересні 1963 року.

## Історія
Будівля була спроєктована як сучасна, економічно ефективна і, перш за все, безпечна слідча в'язниця. Преса відзначала Штаммгайм за її «яскраві та функціонально обставлені» камери, ефективність та особливо безпеку в'язниці, яка вирізнялася метровими стінами, колючим дротом, камерами, датчиками руху та сучасною системою замикання. Хоча спочатку Штаммгайм планувався як слідча в'язниця, його репутація як безпечної установи на південному заході призвела до переведення туди дедалі більшої кількості проблемних ув'язнених.

### Ув'язнені Фракції Червоної армії
У 1974 році в'язниця здобула популярність завдяки ув'язненню в ній лідерів терористичної організації «Фракція Червоної армії» (нім. Rote Armee Fraktion — RAF). В наступному році поруч із територією в'язниці було зведено нову будівлю спеціально для проведення судових процесів над лідерами RAF — так звану «фортецю проти терору». Аби запобігти будь-яким спробам звільнення злочинців за допомогою вертольота, двір був перекритий сталевою сіткою. Витрати на будівництво прибудови склали 12 мільйонів німецьких марок.
З січня 1977 року у в'язниці утримувалися провідні члени RAF: Андреас Баадер, Ульріка Майнгоф, Ян-Карл Распе і Гудрун Енслін, а також Ірмгард Меллер. Всупереч звичайним тюремним правилам, ув'язнені терористи, як жінки, так і чоловіки, розміщувалися на одному поверсі, але в окремих камерах. Під час «вільної години» ув'язнені мали можливість користуватися загальним тюремним двором. Їм дозволялося користуватися програвачами платівок, радіоприймачами й іноді телевізорами, їм також видавали сотні журналів і книг.
Незважаючи на порівняно легші умови утримання, терористам вдалося, зокрема за допомогою голодування, створити у громадськості враження, що їх ізолюють і катують. Вони представили себе жертвами системи правосуддя і домоглися широкої хвилі солідарності. Замість того щоб дозволити незалежну звітність про умови утримання у в'язницях, система правосуддя продовжувала ізолювати злочинців, тим самим підтримуючи таким чином міф про тортури в одиночних камерах.

#### Судові процеси
Під час судових процесів над членами організації Ульріка Майнгоф була знайдена мертвою у своїй камері на сьомому поверсі. Вона покінчила життя самогубством, повісившись 9 травня 1976 року, однак адвокати і прихильники RAF говорили про вбивство. Під час терористичних актів восени 1977 року в Німеччині на кілька тижнів було введено офіційну заборону на контакти. На цей час ув'язнені члени RAF були ізольовані. Адміністрація в'язниці намагалася перешкодити спілкуванню між ув'язненими, але, як виявилося, безуспішно. Маніпулюючи електричними лініями в'язниці, ув'язнені могли спілкуватися один з одним. Пізніше стало відомо, що Ян-Карл Распе використовував колишню тюремну радіомережу, що давало змогу ув'язненим непомітно спілкуватися під час заборони на контакти.

#### Ніч смерті в Штаммгаймі
Під час судових процесів члени «Фракції Червоної армії» пронесли до в'язниці понад фунт вибухівки і три пістолети, один з яких був захований у церковній літературі.
В ніч проти 18 жовтня 1977 року Карл-Ян Распе по радіо дізнався про успішне звільнення заручників захопленого літака «Ландсхут» і передав цю інформацію іншим ув'язненим. Тієї ж ночі Андреас Баадер, Гудрун Енслін і Ян-Карл Распе наклали на себе руки в крилі суворого режиму. Ця подія стала відома як ніч смерті в Штаммгаймі. Повідомлялося, що Баадер і Распе застрелилися, а Енслін повісився. Четверта учасниця, Ірмгард Меллер, імовірно, завдала собі кілька ударів у груди вкраденим столовим ножем. Вона пережила спробу самогубства і відтоді заявила, що смерті інших терористів були не самогубствами, а позасудовими стратами, вчиненими тодішнім урядом Західної Німеччини, що рішуче заперечувалося як колишнім, так і нинішнім урядом Німеччини.
Загибель ув'язнених увійшла до числа подій, відомих під загальною назвою «Німецька осінь», що включали серію терористичних атак і заходів у відповідь західнонімецького уряду.

### Реструктуризація та розширення
У серпні 2007 року влада Баден-Вюртемберга оголосила про плани знесення частини в'язниці Штаммгайм. У період з 2007 по 2017 рік було побудовано ще п'ять будівель, з'єднаних з ділянкою, побудованою в 2005 році. Загалом у прибудовах можуть розміститися до 559 ув'язнених. Дві первісні будівлі були відремонтовані у 2019 році, щоб вмістити загалом понад 800 ув'язнених.